# Jean-Denis Dupré
Jean-Denis Dupré (Parigi, 9 ottobre 1706 – Parigi, 30 aprile 1782) è stato un ballerino francese.
Figlio di un "maître à danser", fu secondo ballerino al Balletto dell'Opéra di Parigi dal 1757.
Fu inoltre membro dell'Académie royale de danse per diversi anni.